# هیتویوشی، کوماموتو
هیتویوشی در استان کوماموتو در کشور ژاپن واقع شده‌است که دارای جمعیت ۳۶٬۵۵۶ نفر و مساحت ۲۱۰٫۵۵ کیلومتر مربع با تراکم جمعیت ۱۷۴ نفر در کیلومترمربع است و در تاریخ ۱۱ فوریه ۱۹۴۲ به عنوان شهر شناخته شد.